# Emil Prill

Emil Prill

Emil Prill (* 10. Mai 1867 in Stettin; † 28. Februar 1940 in Berlin) war ein deutscher Flötist. 

## Leben
Geboren als Sohn eines Kapellmeisters, konzertierte Emil Prill bereits als Neunjähriger gemeinsam mit seinen beiden Brüdern, dem Violoncellisten Paul Prill und dem Violinisten Karl Prill. Von 1882 bis 1884 studierte er an der Königlichen Hochschule für Musik Berlin, u. a. bei Heinrich Gantenberg. Nach Stationen in St. Petersburg und Moskau wurde Prill 1888 Lehrer an der Kaiserlichen Musikschule in Charkow. Von 1889 bis 1892 war er Erster Flötist des Philharmonischen Orchesters Hamburg, um dann in gleicher Position an die Königliche Kapelle Berlin zu wechseln. Ab 1903 lehrte er zudem an der dortigen Hochschule für Musik. 
Im Jahre 1906 wurde er mit dem Titel eines Kammervirtuosen ausgezeichnet, im Jahre 1912 erhielt er den Titel eines Professors. Prill veröffentlichte eine Schule für Böhmflöte, Etüden, Transkriptionen sowie einen Führer durch die Flöten-Literatur.
Seine letzte Ruhestätte fand er auf dem Südwestkirchhof Stahnsdorf.  